# Lee-roy Atalifo
Lee Roy Atalifo, (10 de maig de 1988) és un jugador professional de rugbi membre de la Selecció de rugbi XV de Fiji . Atalifo, a més a més, treballa com a bomber per a National Fire Authority de Fiji.